# ジェフ・コナウェイ
ジェフ・コナウェイ（Jeff Conaway, 本名：Jeffrey Charles William Michael Conaway、1950年10月5日 - 2011年5月27日）は、アメリカ合衆国の俳優。
ニューヨーク・マンハッタン出身。1978年の映画『グリース』のケニッキー役で知られるようになる。ほかに、テレビドラマ『バビロン5』の警備隊員ザック・アラン役で知られる。
『グリース』で共演したオリビア・ニュートン＝ジョンの妹ローナと1980年に結婚、息子エマーソンが誕生したが、5年後に離婚している。
2011年5月11日、薬物の過剰摂取で病院に運ばれてこん睡状態になり、2011年5月27日に肺炎を起こして死去、60歳。

## 主な出演作品

### 映画
- わが心の天使 Jennifer on My Mind (1971)
- 鷲は舞いおりた The Eagle Has Landed (1976)
- ピートとドラゴン Pete's Dragon (1977)
- グリース Grease (1978)
- カバー・ガール Covergirl (1984)
- スキューバ・バトル/地獄の爆弾要塞 The Patriot (1986)
- デビルアイランド Bay Coven (1987) テレビ映画
- 殺人軍団フェイタル・ミッション/特攻大作戦4 The Dirty Dozen: The Fatal Mission (1988) テレビ映画
- エルヴァイラ Elvira, Mistress of the Dark (1988)
- ゴーストライター Ghost Writer (1989)
- ザ・バンカー/薔薇の殺意 The Banker (1989)
- クライムTOダイ A Time to Die (1991)
- セクシーツイン Mirror Images (1992)
- アイ・オブ・ザ・ストーム Eye of the Storm (1992)
- 僕のワイフはレンタル中 Almost Pregnant (1992) ビデオ映画
- 地獄の片道切符 The Sleeping Car (1993)
- 2022/スペース・オデッセイ Alien Intruder (1993)
- 疑惑の幻影 Shadow of Doubt (1998)
- バビロン5 遺物 Babylon 5: Thirdspace (1998) テレビ映画
- バビロン5 球体 Babylon 5: The River of Souls (1998) テレビ映画
- バビロン5 雌伏 Babylon 5: A Call to Arms (1999) テレビ映画
- ハード・キャンディ Jawbreaker (1999)
- マン・オン・ザ・ムーン Man on the Moon (1999) クレジットなし
- ビキニ・キラー/真夏のくい込み殺人 Do You Wanna Know a Secret? (2001)
- 死霊危険地帯 ゾンビハザード Curse of the Forty-Niner (2002)
- ディッキー・ロバーツ 俺は元子役スター Dickie Roberts: Former Child Star (2003) 本人役

### テレビドラマ
- 名探偵ジョーンズ Barnaby Jones (1976-1977)
- 探偵マイク・ハマー Mike Hammer (1984, 1987)
- ジェシカおばさんの事件簿 Murder, She Wrote (1984-1994)
- マトロック Matlock (1986, 1993)
- ザ・ボールド・アンド・ザ・ビューティフル The Bold and the Beautiful (1989-1990)
- バビロン5 Babylon 5 (1994-1998)